# Palm Beach (Queensland)
Palm Beach è un sobborgo situato nel Queensland, stato dell'Australia, e contenuto nella Local Government Area della Città di Gold Coast tra Tallebudgera Creek e Currumbin Creek
Al censimento del 2006 la popolazione era di 13 494 abitanti.